# کیم اونگ یونگ
کیم اونگ یونگو   (متولد۸ مارس ۱۹۶۲)یک نابغه کره‌ای است. نام او در کتاب رکوردهای جهانی گینس به عنوان باهوش‌ترین فرد دنیا با بهره هوشی ۲۱۰ شناخته شده‌است. مدت کوتاهی بعد از تولد کیم شروع به نشان دادن توانایی فوق العادهٔ فکری خود کرد. او در ۶ ماهگی شروع به صحبت کردن کرد و در ۲ سالگی می‌توانست زبان‌های کره‌ای، ژاپنی، آلمانی و انگلیسی را بخواند. او در ۵ سالگی قادر بود که مسائل پیچیده دیفرانسیل و انتگرال را حل کند. همچنین نقاش و شاعر شگفت‌انگیزی بود. کیم از ۶ تا ۹ سالگی دانشجوی افتخاری دانشگاه هانگ یانگ در رشته فیزیک بود. او در ۹ سالگی وارد ناسا شد و مدتی بعد در سن  ۱۵ سالگی دکترای خود در رشته مهندسی عمران را نیز دریافت کرد.
در سال ۲۰۱۰، کیم از این ایده که او یک "نابغهٔ شکست خورده" است انتقاد کرد و همچنین گفت: "برخی فکر می‌کنند افرادی که دارای IQ بالایی هستند قادر همه‌جانبه هستند، اما این درست نیست. به من نگاه کنید، استعداد موسیقی ندارم، من در ورزش پیشرفتی نداشته‌ام، … جامعه نباید کسی را با استانداردهای یک جانبه قضاوت کند. - هر کسی دارای سطوح متفاوتی در: یادگیری، امید، استعدادها و رؤیاها است و ما باید به آن احترام بگذاریم.
- نکته: در این مقاله نام خانوادگی قبل از نام فرد قرار داده شده است. این دستور معمول در زبان کره‌ای است. در اینجا کیم نام خانوادگی است و اونگ یونگ نام کوچک فرد است.